# Norra Sandbådan
Norra Sandbådan är en ö i Finland. Den ligger i Norra kvarken och i kommunen Korsholm i den ekonomiska regionen  Vasa i landskapet Österbotten, i den västra delen av landet. Ön ligger omkring 32 kilometer norr om Vasa och omkring 400 kilometer norr om Helsingfors.
Öns area är 27,4 hektar och dess största längd är 0,8 kilometer i nord-sydlig riktning.